# Battlestar Galactica (jeu de rôle)
Pour les articles homonymes, voir Battlestar Galactica (homonymie).

Battlestar Galactica est un jeu de rôle américain de space opera tiré de la série télévisée de space opera du même nom. Il est publié par Margaret Weis Productions depuis la GenCon en août 2007.
L'auteur du manuel de base est Jamie Chambers, notamment connu pour les manuels des jeux de rôle Serenity Role Playing Game et Lancedragon.